# بونيفاس الخامس
البابا بونيفاس الخامس (باللاتينية: Bonifacius V) ـ (توفي في 25 أكتوبر 625) هو بابا الكنيسة الكاثوليكية بين عامي 619 و625.
ينتمي بونيفاس الخامس إلى مدينة نابولي، وقد نُصب بابا للكنيسة الكاثوليكية في 23 ديسمبر 619 بعد مرور أكثر من عام على خلو عرش البابوية بوفاة البابا أديوداتوس الأول في 8 نوفمبر 618.
لعب بونيفاس الخامس دورًا بارزًا في تنصير إنجلترا، وأصدر مرسومًا سمح فيه بلجوء المجرمين إلى الكنائس.
دفن بونيفاس الخامس في كاتدرائية القديس بطرس في 25 أكتوبر 625.